# 세이버투스

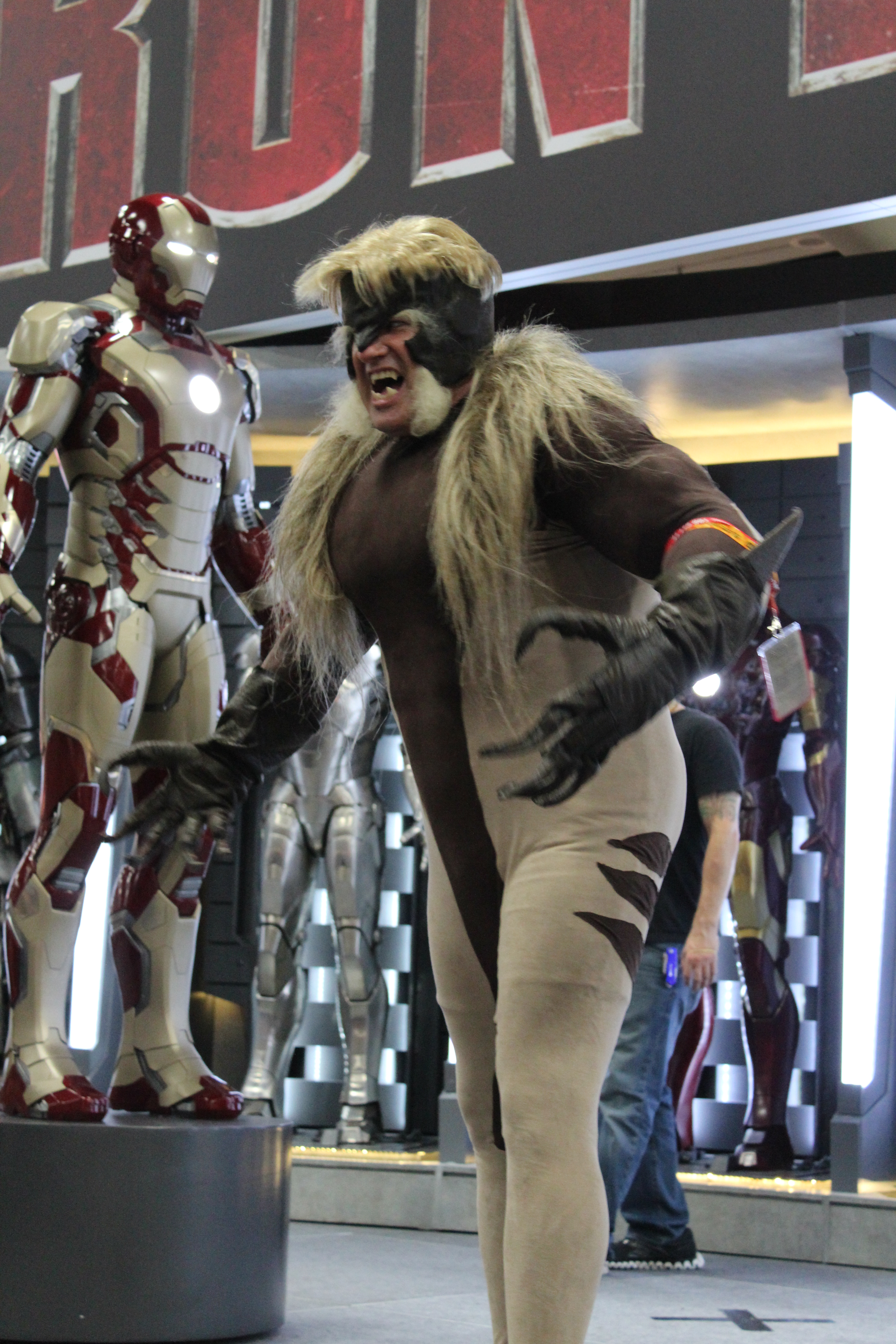

세이버투스(Sabretooth)는 마블 코믹스의 캐릭터로, 본명은 빅터 크리드(Victor Creed)다. 1977년 8월 <아이언 피스트 14호>에 처음 등장했다. 초기엔 아이언 피스트, 파워맨, 스파이더맨 등의 적으로 활약했다. 19세기 말에 태어났으며 울버린과 거의 똑같은 힘을 지녔지만, 무사도는 알지 못하는 잔혹한 살인마로, 울버린의 연인인 실버 폭스를 살해당한 것으로 위장해 울버린과는 철천지원수가 되었다.
영화에서는 울버린과 형제 관계로 등장했으나, 2001년 이후에 울버린의 탄생기가 명확하게 정리되기 전까지는 웨폰 엑스 프로그램에 의해서 이식된 잘못된 기억 등에 따라 울버린의 아버지인 것으로 그려지기도 했다